# Michaela Schüchner

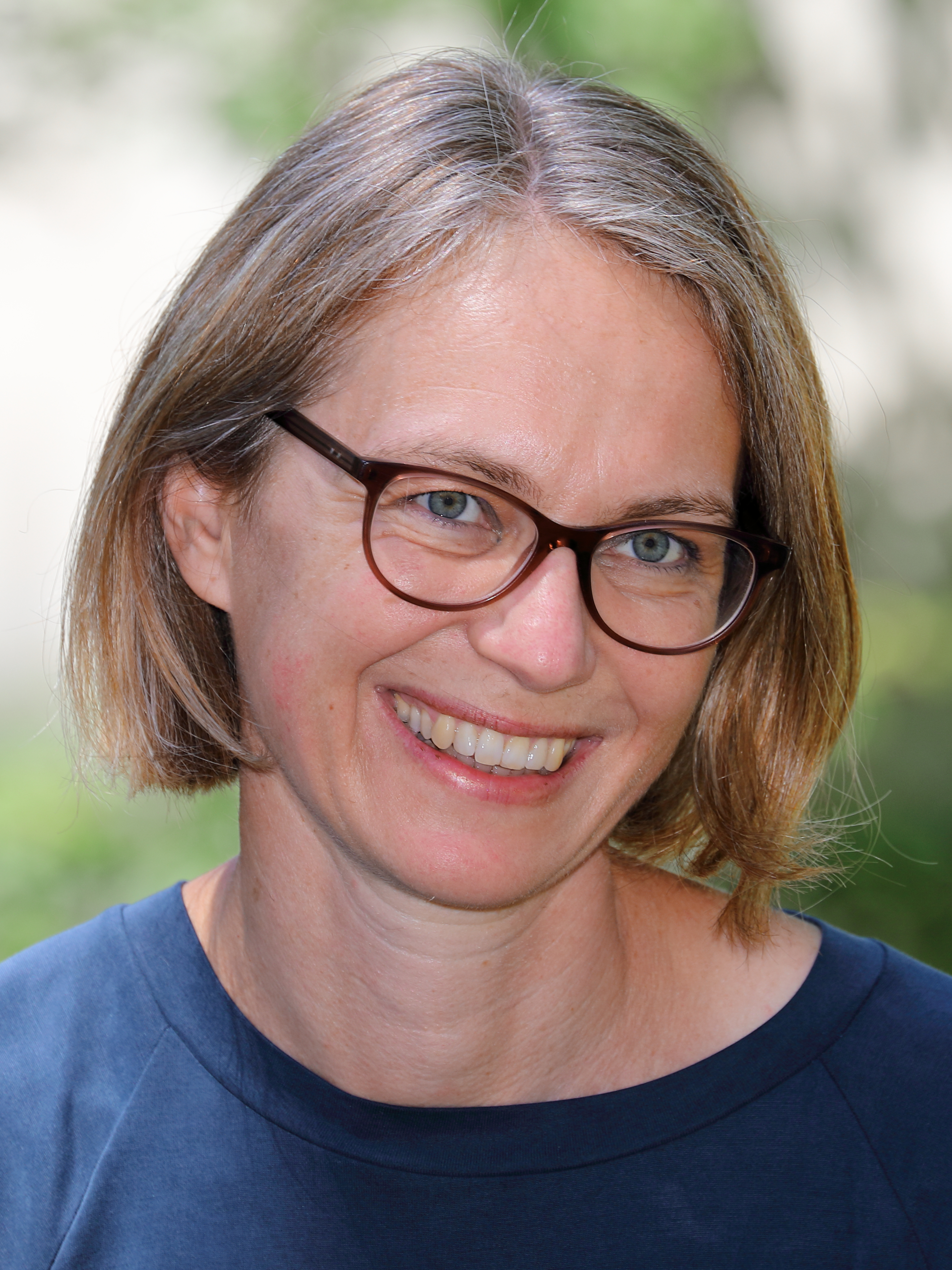
Michaela Schüchner (2020)

Michaela Schüchner (* 20. September 1977 in Vöcklabruck) ist eine österreichische Politikerin (SPÖ). Seit September 2019 ist sie Bezirksvorsteherin im 14. Wiener Gemeindebezirk Penzing.

## Leben
Michaela Schüchner wuchs in Gampern in Oberösterreich auf und besuchte das Bundesgymnasium Vöcklabruck. Nach einer Ausbildung an der Pädagogischen Akademie Ettenreichgasse in Wien war sie als Lehrerin für Inklusiv- und Sonderpädagogik am Zentrum für Sprachheilpädagogik tätig.
Schüchner war über zehn Jahren als Vorsitzende der Kinderfreunde in Wien-Penzing aktiv, ab 2015 war sie als Bezirksrätin Mitglied der Bezirksvertretung und leitete im Bezirksparlament den Ausschuss für Jugend, SeniorInnen und Soziales. Am 12. September 2019 legte Andrea Kalchbrenner das Amt der Bezirksvorsteherin nach über 18 Jahren zurück, Schüchner wurde in der Sitzung der Bezirksvertretung zur Bezirksvorsteherin gewählt und von Stadtrat Jürgen Czernohorszky angelobt.
Im Februar 2020 wurde sie zur SPÖ-Spitzenkandidatin im Bezirk Penzing für die Bezirksvertretungswahl 2020 gewählt, bei der die SPÖ 36,94 % erreichte, ein Plus von 1,71 %. Am 18. November 2020 wurde sie erneut zur Bezirksvorsteherin gewählt und angelobt, ihr Stellvertreter wurde Markus Loos, der in dieser Funktion Robert Pschirer nachfolgte.
Sie ist verheiratet und Mutter zweier Kinder.